# Olympiakos Syndesmos Filathlōn Peiraiōs 2023-2024 (pallavolo maschile)
Questa voce raccoglie le informazioni riguardanti l'Olympiakos Syndesmos Filathlōn Peiraiōs nella stagione 2023-2024.

## Stagione
L'Olympiakos Syndesmos Filathlōn Peiraiōs partecipa senza alcuna denominazione sponsorizzata alla stagione 2023-24.
In Volley League ottiene il secondo posto in regular season, accedendo ai play-off scudetto: in semifinale supera dopo cinque incontri il Milōn, andando a conquistare il trentaduesimo titolo della propria storia grazie alla vittoria della serie finale contro il Panathīnaïkos in quattro gare.
Si aggiudica anche la sua diciassettesima Coppa di Grecia sconfiggendo uno dopo l'altro il Kīfisia ai quarti di finale, il PAOK in semifinale e il Milōn in finale. In Coppa di Lega, a causa degli scontri tra tifoserie fuori dall'impianto sportivo, che hanno richiesto l'intervento delle forze dell'ordine e l'uso di fumogeni, il derby ai quarti di finale contro il Panathīnaïkos viene inizialmente sospeso (sul risultato di 25-19, 10-18) e poi omologato dal giudice sportivo come 3-0 a tavolino in favore degli avversari. Esce invece sconfitto nella finale di Supercoppa greca per opera del PAOK.
In ambito internazionale è di scena inizialmente in Champions League, dove, dopo aver superato i preliminari, vede la propria corsa interrompersi alla fase a gironi, dove si classifica al terzo posto: viene quindi ripescato in Coppa CEV, estromesso in questo caso dai turchi dell'Arkas ai quarti di finale.

## Organigramma societario
Area direttiva
- Presidente: Michalīs Kountourīs
- Team manager: Nikos Mantouvalos

Area tecnica
- Allenatore: Daniel Castellani
- Allenatore in seconda: Antōnīs Vourderīs
- Assistente allenatore: Kyriakos Moutesidīs
- Scoutman: Giannīs Geōrgiadīs

Area sanitaria
- Preparatore atletico: Giōrgos Tsikourīs
- Fisioterapista: Giōrgos Papageōrgiou, Tzoulia Verta

## Rosa
| N° | Nome                 | Ruolo | Data di nascita  | Nazionalità sportiva |
| -- | -------------------- | ----- | ---------------- | -------------------- |
| 1  | Vaggelīs Vaïopoulos  | C     | 23 maggio 2004   | Grecia               |
| 2  | Alen Pajenk          | C     | 23 aprile 1986   | Slovenia             |
| 3  | Dīmītrīs Gkaras      | L     | 12 novembre 1985 | Grecia               |
| 4  | Dīmītrīs Komītoudīs  | P     | 4 ottobre 1995   | Grecia               |
| 5  | Tonček Štern         | O     | 14 novembre 1995 | Slovenia             |
| 6  | Vasilīs Karasavvidīs | L     | 17 marzo 1995    | Grecia               |
| 8  | Gustavo Bonatto      | C     | 2 gennaio 1986   | Brasile              |
| 10 | Rafaīl Koumentakīs   | S     | 5 maggio 1993    | Grecia               |
| 11 | Spyros Chandrinos    | S     | 24 febbraio 2001 | Grecia               |
| 12 | Nikos Zoupanīs       | O     | 18 marzo 1989    | Grecia               |
| 14 | Dragan Travica       | P     | 28 agosto 1986   | Italia               |
| 15 | Dīmītrīs Tziavras    | L     | 16 febbraio 1999 | Grecia               |
| 17 | Anestīs Dalakouras   | S     | 18 giugno 1993   | Grecia               |
| 21 | Mitar Đurić          | C     | 25 aprile 1989   | Grecia               |
| 23 | Salvador Hidalgo     | S     | 27 dicembre 1985 | Cuba                 |

## Mercato
| Acquisti                               | Acquisti             | Acquisti      | Acquisti   |
| R.                                     | Nome                 | da            | Modalità   |
| -------------------------------------- | -------------------- | ------------- | ---------- |
| C                                      | Mitar Đurić          | Foinikas Syro | definitivo |
| C                                      | Vaggelīs Vaïopoulos  | OFĪ Creta     | definitivo |
| Trasferimenti nel corso della stagione |                      |               |            |
| L                                      | Vasilīs Karasavvidīs | Foinikas Syro | definitivo |

| Cessioni | Cessioni                 | Cessioni      | Cessioni   |
| R.       | Nome                     | a             | Modalità   |
| -------- | ------------------------ | ------------- | ---------- |
| P        | Mateo Chasmpala          | Kīfisia       | definitivo |
| L        | Crysostomos Koltsiakis   | Kerateas      | definitivo |
| C        | Dīmosthenīs Linardos     | PAOK          | definitivo |
| C        | Nikolaos Papaggelopoulos | Panathīnaïkos | definitivo |

## Statistiche

### Statistiche di squadra
| Competizione     | Punti | In casa | In casa | In casa | In trasferta | In trasferta | In trasferta | Totale | Totale | Totale |
| Competizione     | Punti | G       | V       | P       | G            | V            | P            | G      | V      | P      |
| ---------------- | ----- | ------- | ------- | ------- | ------------ | ------------ | ------------ | ------ | ------ | ------ |
| Volley League    | 41    | 13      | 13      | 0       | 12           | 7            | 5            | 25     | 20     | 5      |
| Coppa di Grecia  | -     | 0       | 0       | 0       | 1            | 1            | 0            | 3      | 3      | 0      |
| Coppa di Lega    | -     | -       | -       | -       | -            | -            | -            | 1      | 0      | 1      |
| Supercoppa greca | -     | -       | -       | -       | -            | -            | -            | 1      | 0      | 1      |
| Champions League | 6/9/6 | 3       | 1       | 2       | 3            | 1            | 2            | 11     | 7      | 4      |
| Coppa CEV        | -     | 1       | 1       | 0       | 1            | 0            | 1            | 2      | 1      | 1      |
| Totale           | -     | 17      | 15      | 2       | 17           | 9            | 8            | 43     | 31     | 12     |

G = partite giocate; V = partite vinte; P = partite perse

### Statistiche dei giocatori
| Giocatore       | Volley League | Volley League | Volley League | Volley League | Volley League | Coppa di Grecia | Coppa di Grecia | Coppa di Grecia | Coppa di Grecia | Coppa di Grecia | Coppa di Lega | Coppa di Lega | Coppa di Lega | Coppa di Lega | Coppa di Lega | Supercoppa greca | Supercoppa greca | Supercoppa greca | Supercoppa greca | Supercoppa greca | Champions League | Champions League | Champions League | Champions League | Champions League | Coppa CEV | Coppa CEV | Coppa CEV | Coppa CEV | Coppa CEV | Totale | Totale | Totale | Totale | Totale |
| Giocatore       | P             | PT            | AV            | MV            | BV            | P               | PT              | AV              | MV              | BV              | P             | PT            | AV            | MV            | BV            | P                | PT               | AV               | MV               | BV               | P                | PT               | AV               | MV               | BV               | P         | PT        | AV        | MV        | BV        | P      | PT     | AV     | MV     | BV     |
| --------------- | ------------- | ------------- | ------------- | ------------- | ------------- | --------------- | --------------- | --------------- | --------------- | --------------- | ------------- | ------------- | ------------- | ------------- | ------------- | ---------------- | ---------------- | ---------------- | ---------------- | ---------------- | ---------------- | ---------------- | ---------------- | ---------------- | ---------------- | --------- | --------- | --------- | --------- | --------- | ------ | ------ | ------ | ------ | ------ |
| G. Bonatto      | 14            | 112           | 55            | 51            | 6             | 3               | 24              | 14              | 8               | 2               | -             | -             | -             | -             | -             | -                | -                | -                | -                | -                | 11               | 37               | 20               | 15               | 2                | 2         | 9         | 7         | 2         | 0         | 30     | 182    | 96     | 76     | 10     |
| S. Chandrinos   | 9             | 52            | 41            | 2             | 9             | 3               | 0               | 0               | 0               | 0               | -             | -             | -             | -             | -             | 0                | 0                | 0                | 0                | 0                | 3                | 13               | 10               | 3                | 0                | 0         | 0         | 0         | 0         | 0         | 15     | 65     | 51     | 5      | 9      |
| A. Dalakouras   | 14            | 20            | 17            | 3             | 0             | 2               | 0               | 0               | 0               | 0               | -             | -             | -             | -             | -             | 1                | 0                | 0                | 0                | 0                | 3                | 6                | 5                | 1                | 0                | 2         | 4         | 3         | 1         | 0         | 22     | 30     | 25     | 5      | 0      |
| M. Đurić        | 22            | 198           | 126           | 47            | 25            | 3               | 44              | 30              | 11              | 3               | -             | -             | -             | -             | -             | 1                | 7                | 3                | 4                | 0                | 8                | 59               | 32               | 24               | 3                | 2         | 12        | 5         | 3         | 4         | 36     | 320    | 196    | 89     | 35     |
| D. Gkaras       | 1             | 0             | 0             | 0             | 0             | -               | -               | -               | -               | -               | -             | -             | -             | -             | -             | -                | -                | -                | -                | -                | 1                | 0                | 0                | 0                | 0                | -         | -         | -         | -         | -         | 2      | 0      | 0      | 0      | 0      |
| S. Hidalgo      | 24            | 327           | 244           | 25            | 58            | 3               | 38              | 32              | 2               | 4               | -             | -             | -             | -             | -             | 1                | 15               | 15               | 0                | 0                | 11               | 140              | 115              | 12               | 13               | 2         | 31        | 24        | 1         | 6         | 41     | 551    | 430    | 40     | 81     |
| V. Karasavvidīs | 5             | 0             | 0             | 0             | 0             | 0               | 0               | 0               | 0               | 0               | -             | -             | -             | -             | -             | -                | -                | -                | -                | -                | -                | -                | -                | -                | -                | 2         | 0         | 0         | 0         | 0         | 7      | 0      | 0      | 0      | 0      |
| D. Komītoudīs   | 7             | 1             | 0             | 0             | 1             | 1               | 0               | 0               | 0               | 0               | -             | -             | -             | -             | -             | 0                | 0                | 0                | 0                | 0                | 2                | 1                | 1                | 0                | 0                | 1         | 0         | 0         | 0         | 0         | 11     | 2      | 1      | 0      | 1      |
| R. Koumentakīs  | 23            | 217           | 168           | 28            | 21            | 3               | 34              | 30              | 2               | 2               | -             | -             | -             | -             | -             | 1                | 13               | 12               | 1                | 0                | 11               | 114              | 85               | 19               | 10               | 2         | 18        | 18        | 0         | 0         | 40     | 396    | 313    | 50     | 33     |
| A. Pajenk       | 14            | 112           | 76            | 24            | 12            | -               | -               | -               | -               | -               | -             | -             | -             | -             | -             | 1                | 13               | 10               | 3                | 0                | 10               | 78               | 58               | 11               | 9                | 2         | 17        | 12        | 3         | 2         | 27     | 220    | 156    | 41     | 23     |
| T. Štern        | 20            | 302           | 256           | 20            | 26            | 3               | 61              | 44              | 6               | 11              | -             | -             | -             | -             | -             | 1                | 28               | 26               | 1                | 1                | 9                | 110              | 88               | 11               | 11               | 2         | 34        | 30        | 2         | 2         | 35     | 535    | 444    | 40     | 51     |
| D. Travica      | 25            | 74            | 26            | 32            | 16            | 3               | 10              | 2               | 6               | 2               | -             | -             | -             | -             | -             | 1                | 3                | 2                | 0                | 1                | 11               | 28               | 11               | 6                | 11               | 2         | 5         | 3         | 2         | 0         | 42     | 120    | 44     | 46     | 30     |
| D. Tziavras     | 22            | 0             | 0             | 0             | 0             | 3               | 0               | 0               | 0               | 0               | -             | -             | -             | -             | -             | 1                | 0                | 0                | 0                | 0                | 11               | 0                | 0                | 0                | 0                | 2         | 0         | 0         | 0         | 0         | 39     | 0      | 0      | 0      | 0      |
| V. Vaïopoulos   | 7             | 19            | 13            | 4             | 2             | 3               | 0               | 0               | 0               | 0               | -             | -             | -             | -             | -             | 0                | 0                | 0                | 0                | 0                | 1                | 2                | -                | -                | -                | 0         | 0         | 0         | 0         | 0         | 11     | 21     | 13     | 4      | 2      |
| N. Zoupanīs     | 9             | 73            | 64            | 2             | 7             | 1               | 0               | 0               | 0               | 0               | -             | -             | -             | -             | -             | 1                | 0                | 0                | 0                | 0                | 7                | 46               | 42               | 0                | 4                | 1         | 0         | 0         | 0         | 0         | 19     | 119    | 106    | 2      | 11     |

P = presenze; PT = punti totali; AV = attacchi vincenti; MV = muri vincenti; BV = battute vincenti